# 船底座星雲

NGC 3324邊緣的「宇宙斷崖」，這是詹姆斯·韋伯太空望遠鏡拍攝的首批圖像之一

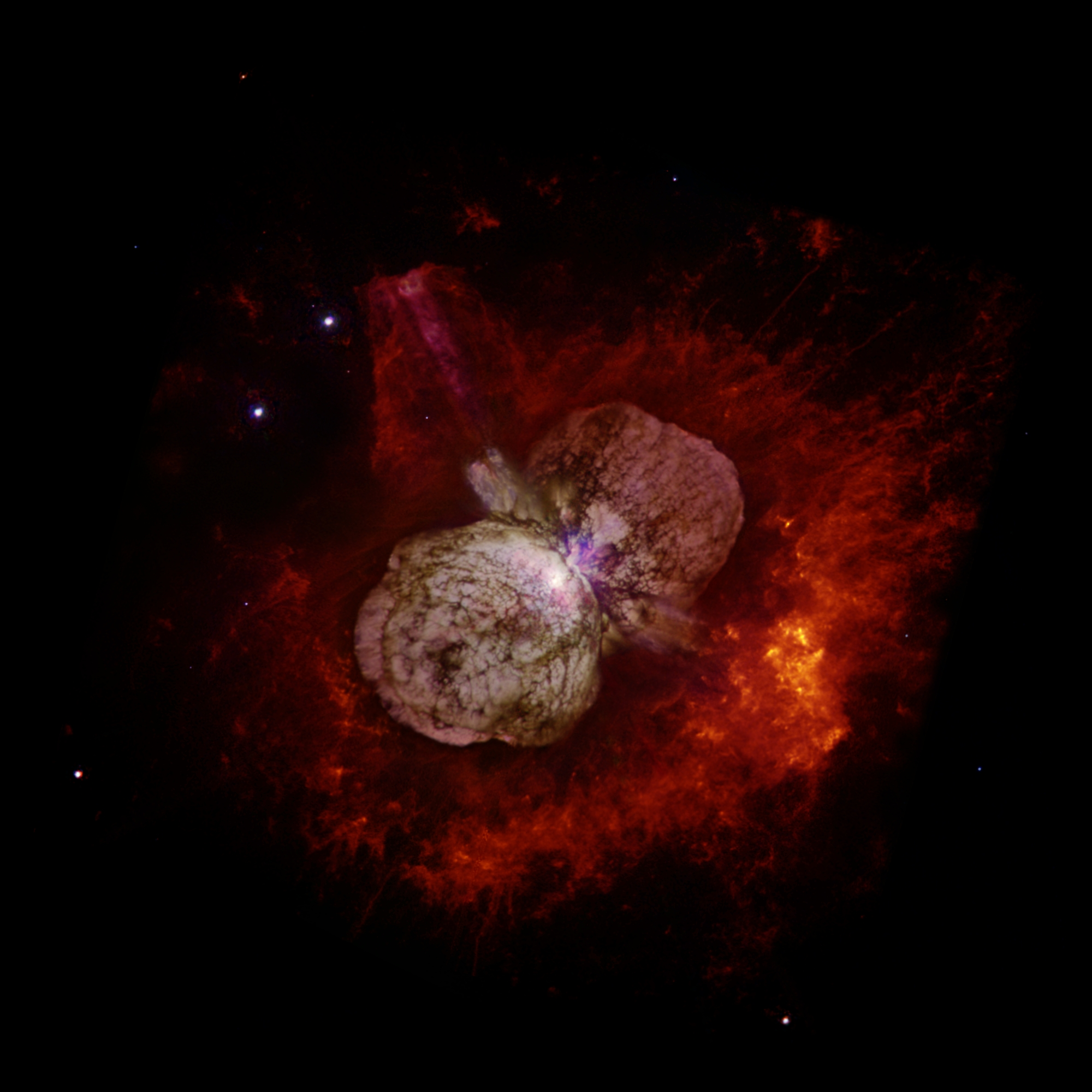
哈伯太空望遠鏡拍攝的超大質量恆星海山二

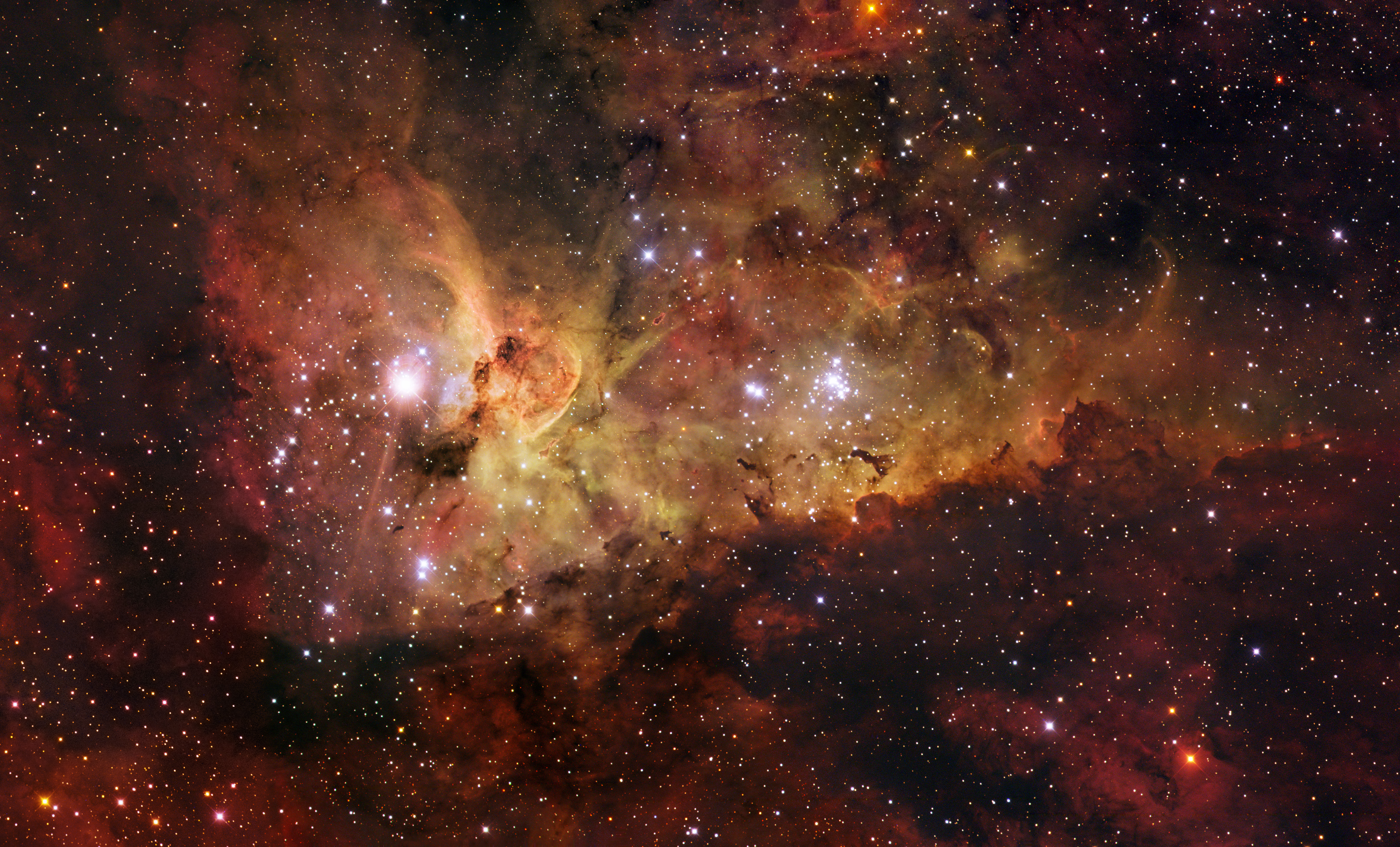
船底座星雲。創建者：ESO

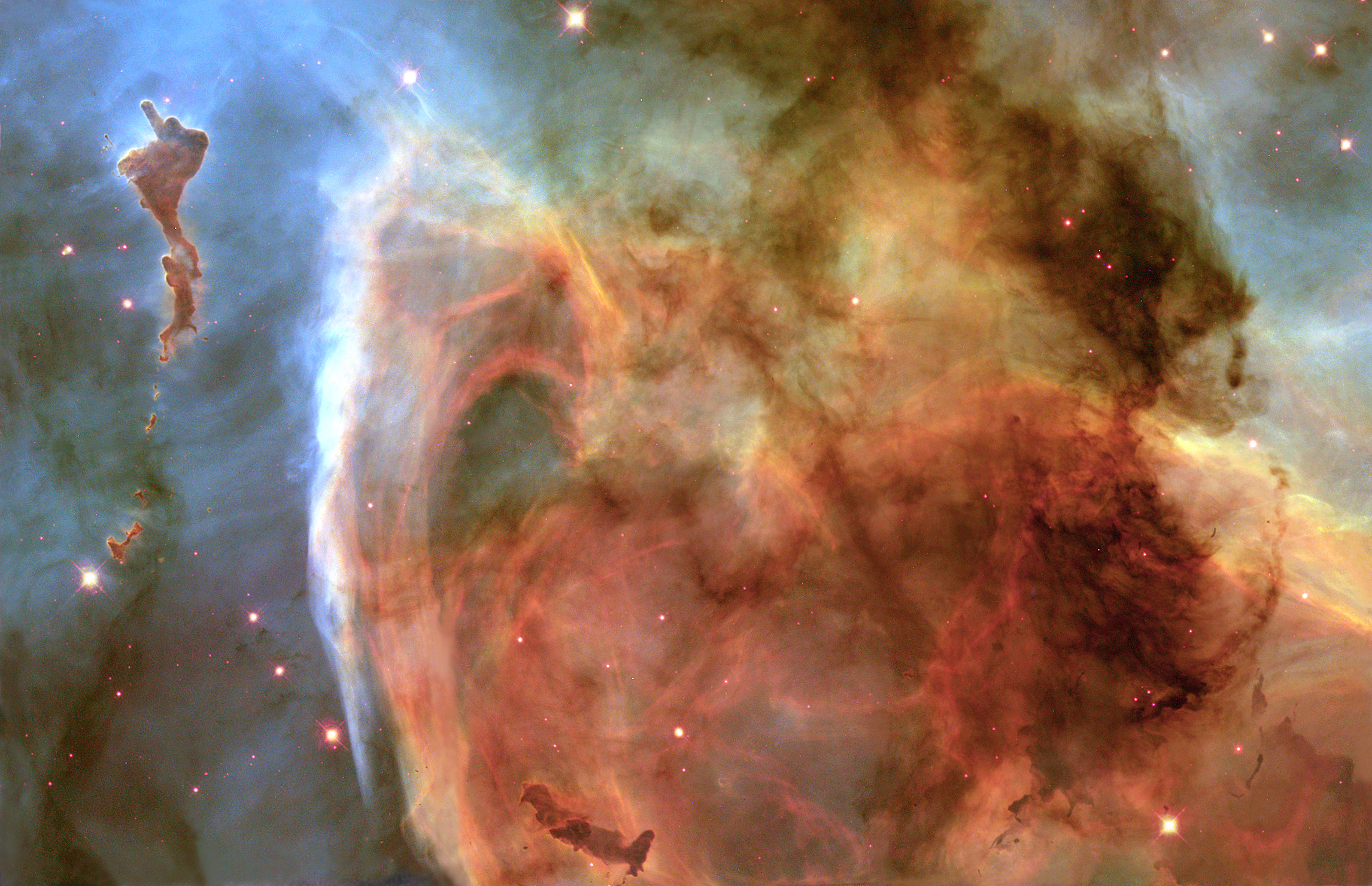
哈伯太空望遠鏡拍攝的鑰匙孔星雲。在左上角的小星雲由於它的形狀而被暱稱為"上帝的手指（中指）"或"上帝的小鳥"。

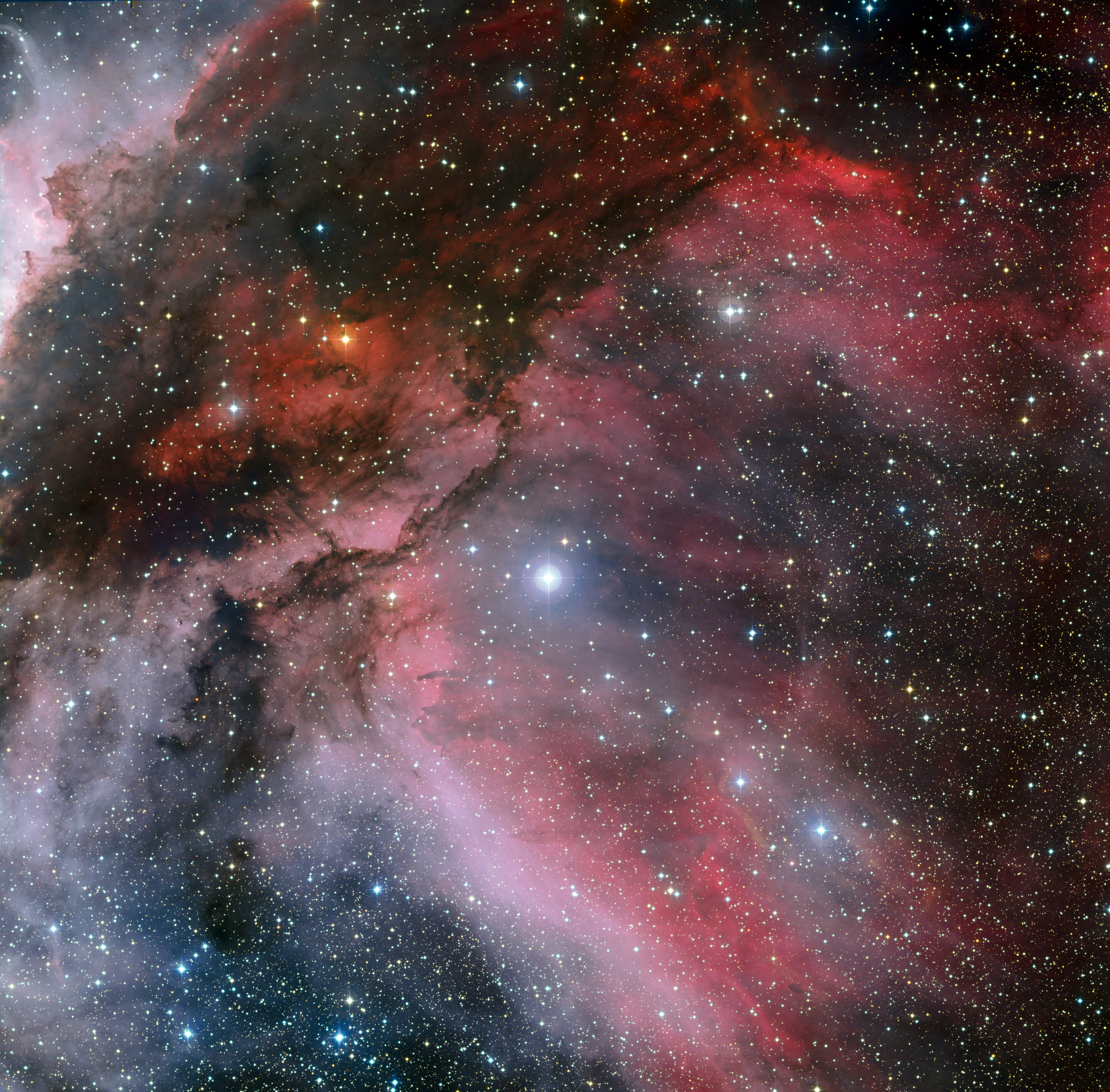
圍繞著沃夫-瑞葉星WR 22的船底座星雲。創建者：ESO

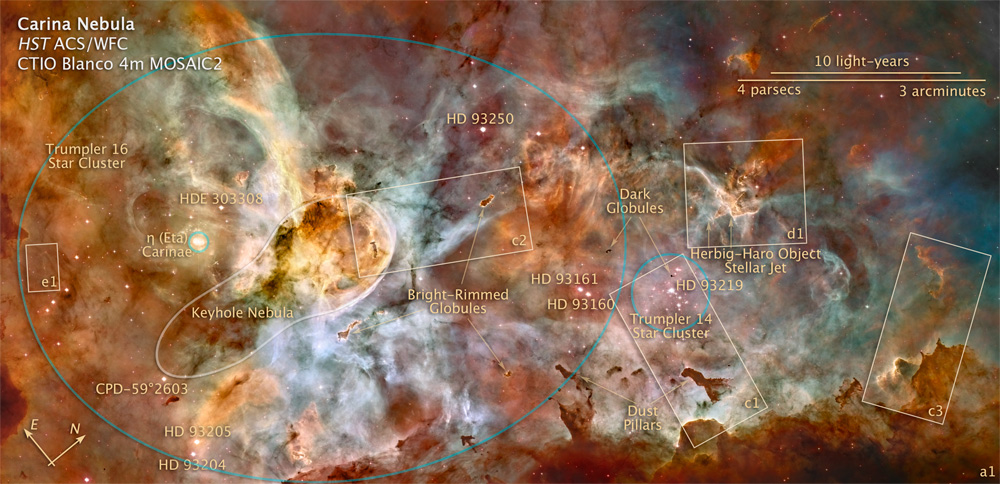
哈伯太空望遠鏡（HST）的假色影像/船底座星雲的圖（Zoomable version ）；創建者：HST/NASA/ESA。

船底座星雲（也稱為船底座大星雲、船底座η星雲、或NGC 3372）是一個包圍著數個疏散星團恆星的明亮大星雲。海山二（船底座η）和HD 93129A，這兩顆我們銀河系內質量最大和最明亮的恆星，都屬於這個星雲。這個星雲位於船底座，與地球的距離估計大約8,500光年，星雲內包含數顆O-型恆星。
這個星雲是我們的天空中最大的瀰漫星雲之一，它比最著名的獵戶座星雲大四倍且更為明亮，但因為它位於南半球，因此沒有那麼的為人所知。它是Abbé Lacaille於1751-52年間在好望角發現的。
這個明亮的大星雲有一個非常小的特徵，緊密的包圍著海山二本身，這個小星雲稱為侏儒星雲（源自拉丁文的Little Man）。據信這是在1841年的一次爆發中形成來的，並且使這顆星在當時暫時成為全天第二亮星。

## 船底座星雲內的天體

### 海山二
海山二是一顆高亮度的超巨星，估計它的質量是太陽質量的100至150倍，而它的亮度高達太陽的400萬倍。 
這顆恆星是目前已經被仔細研究過的質量最大的恆星。其他還有幾顆已經知道可能更明亮的恆星，但是它們的資料遠不如海山二完整（補充說明：手槍星的資料已經被更新與提升，一度被懷疑並列名"質量最大的恆星"之一。在2006年，基於廣泛波長範圍的資料，海山二依然被"認定"是最明亮的恆星。）。質量超過太陽80倍的恆星發出的光度超過太陽的100萬倍，它們是很罕見的—在像我們銀河系這樣大的星系內只有幾打—質量挑釁著愛丁頓極限，也就是說，它們輻射向外的壓力強大到幾乎可以抵消重力。質量超過太陽120倍的恆星已經超過理論上的愛丁頓極限，它們的重力勉強可以承受氣體和輻射壓力，而在不久的將來可能成為超新星或極超新星。
海山二對星雲的影響可以直接看到，在上面圖像中的一些黑暗小球和其他一些不易見到的天體，都有離開大質量恆星直接朝向外的尾巴。整個星雲看起來與1840年大爆炸之前非常的不一樣，海山二被塵埃包圍著，減少了大量紫外線輻射進入星雲的總量。 

### 鑰匙孔星雲
船底座星雲中的一部分被稱為鑰匙孔星雲，這個名字是約翰·赫協爾在19世紀取的。鑰匙孔星雲實際上是一個非常小且暗的星雲，由低溫的分子與塵埃構成，並包含有明亮的和高熱發出螢光的纖維狀氣體，被更明亮的背景襯托出的剪影。鑰匙孔星雲結構的直徑大約是7光年。

## 圖集

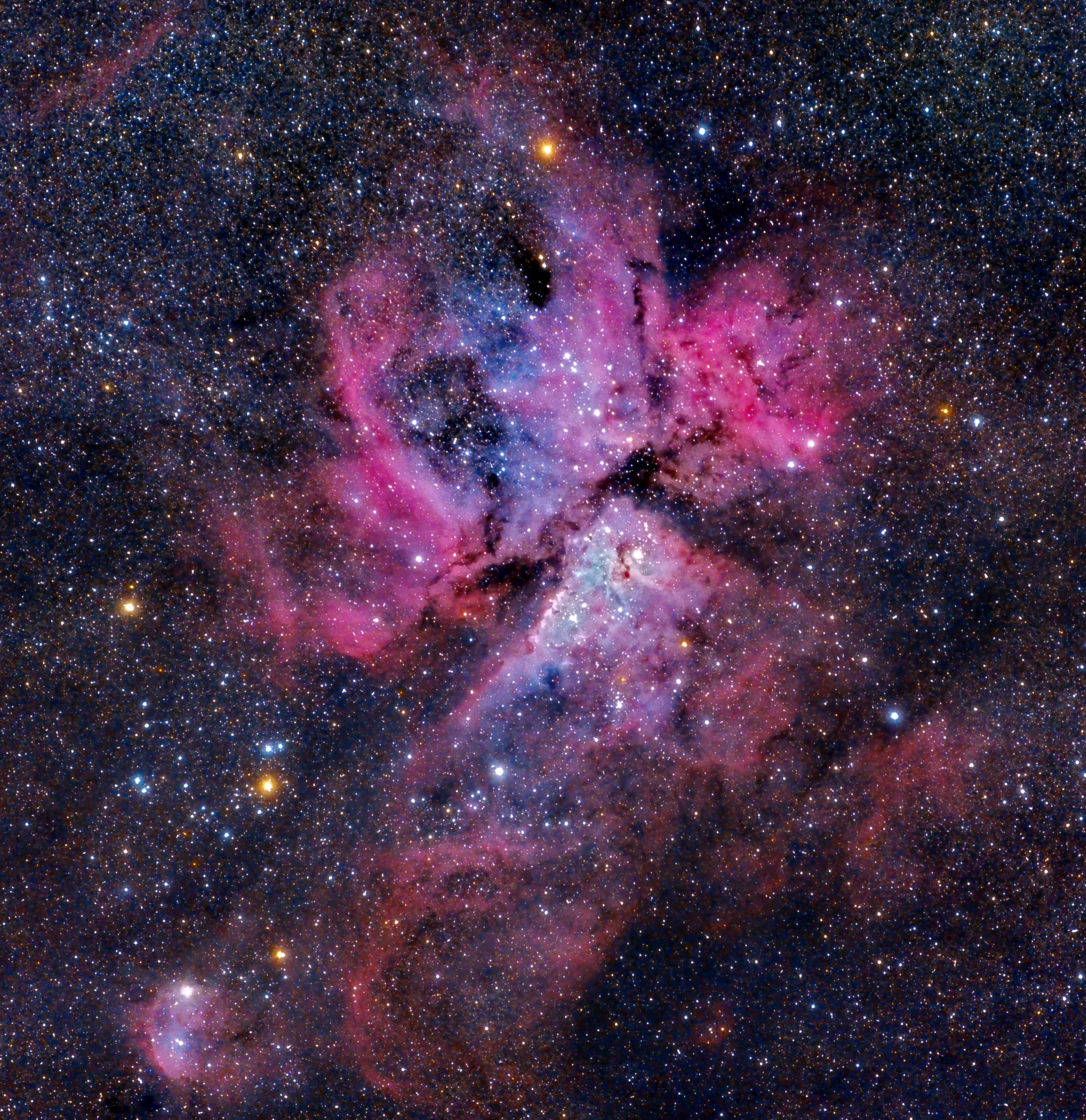
NGC 3372 ，图像取自天文台OALM ，蒙得维的亚，乌拉圭。
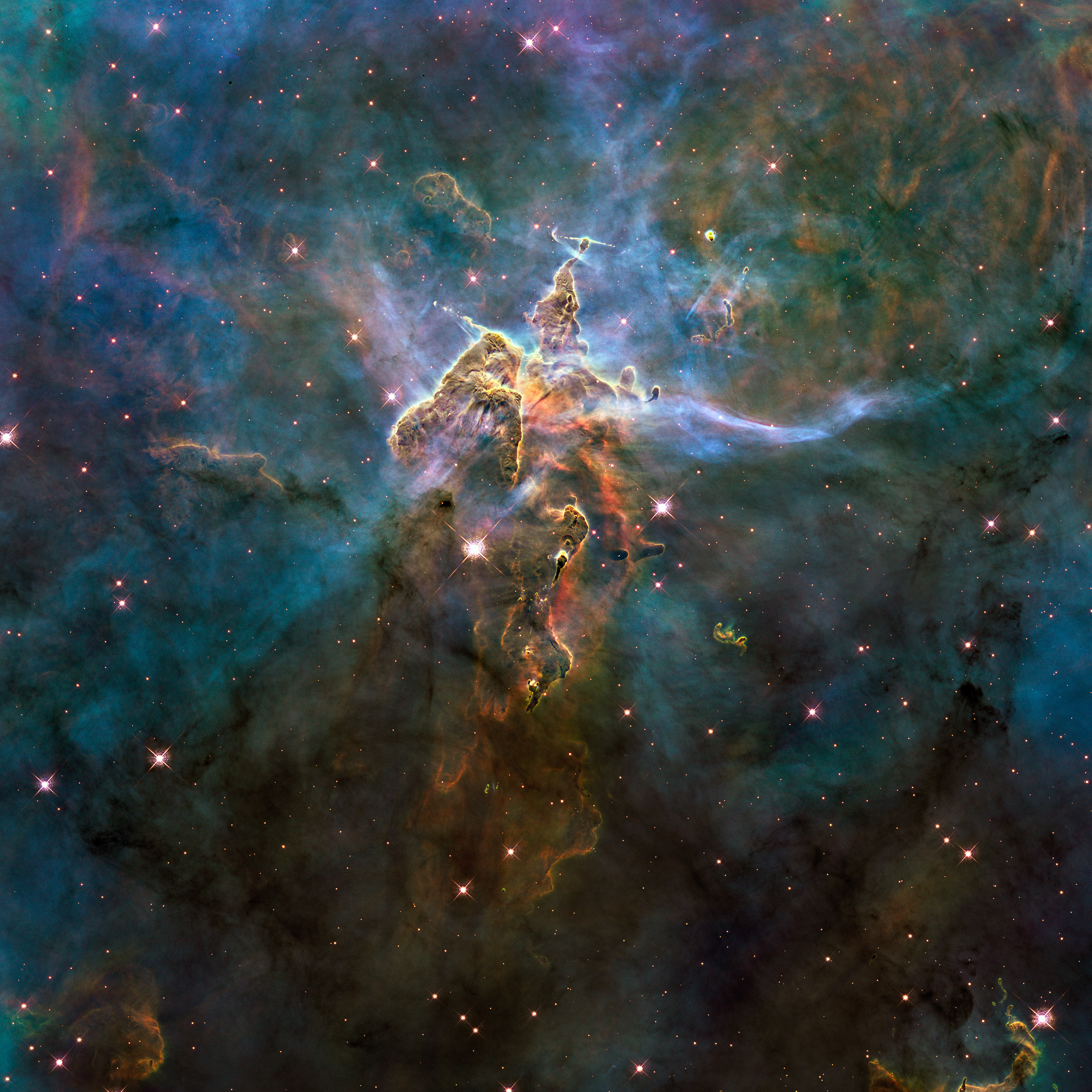
船底座星雲的一小部分，於哈伯太空望遠鏡的20歲生日釋出。
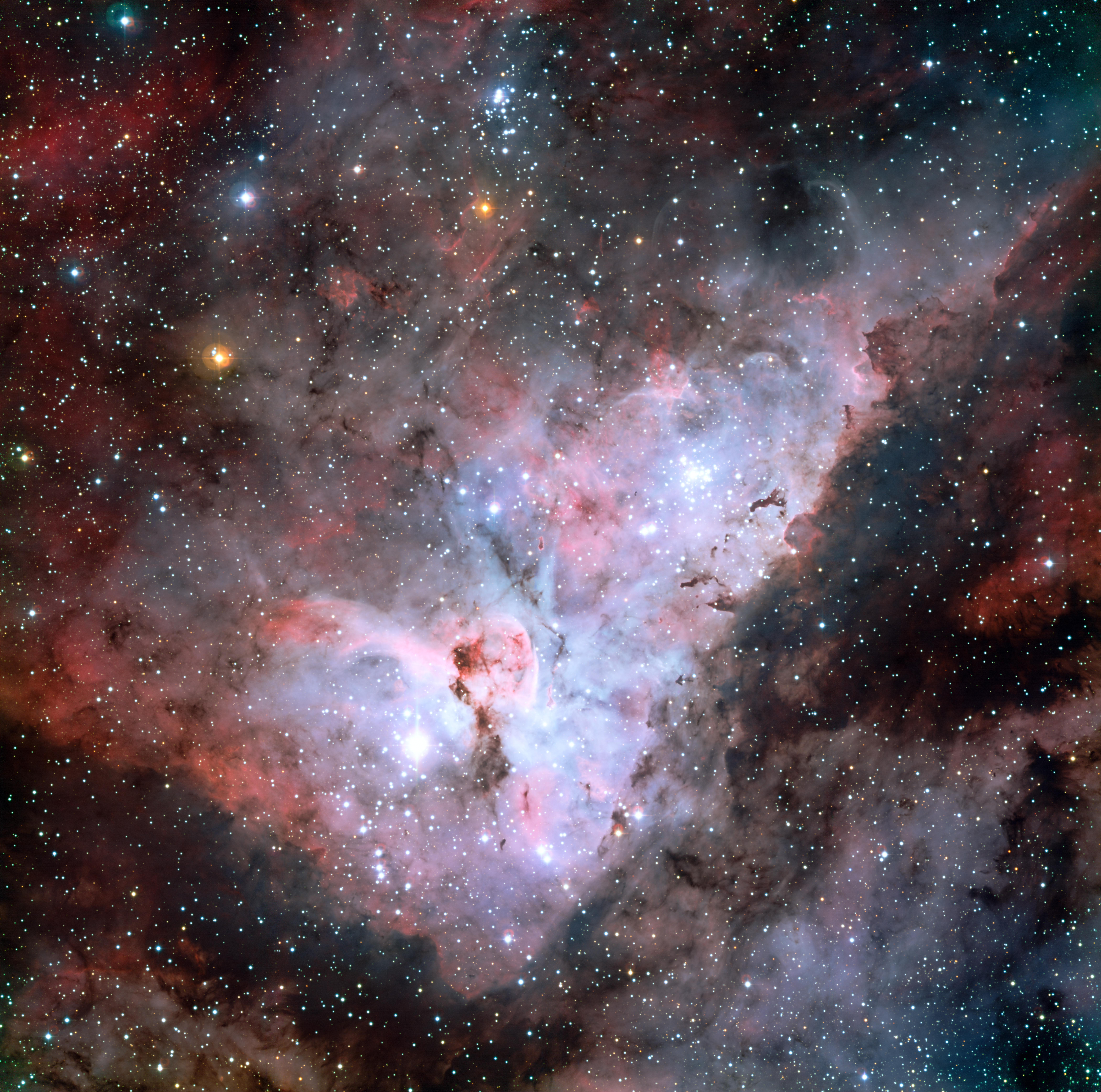
船底座星雲的複合顏色圖像，揭示恆星與塵埃區域的精細結構。創建者：ESO。
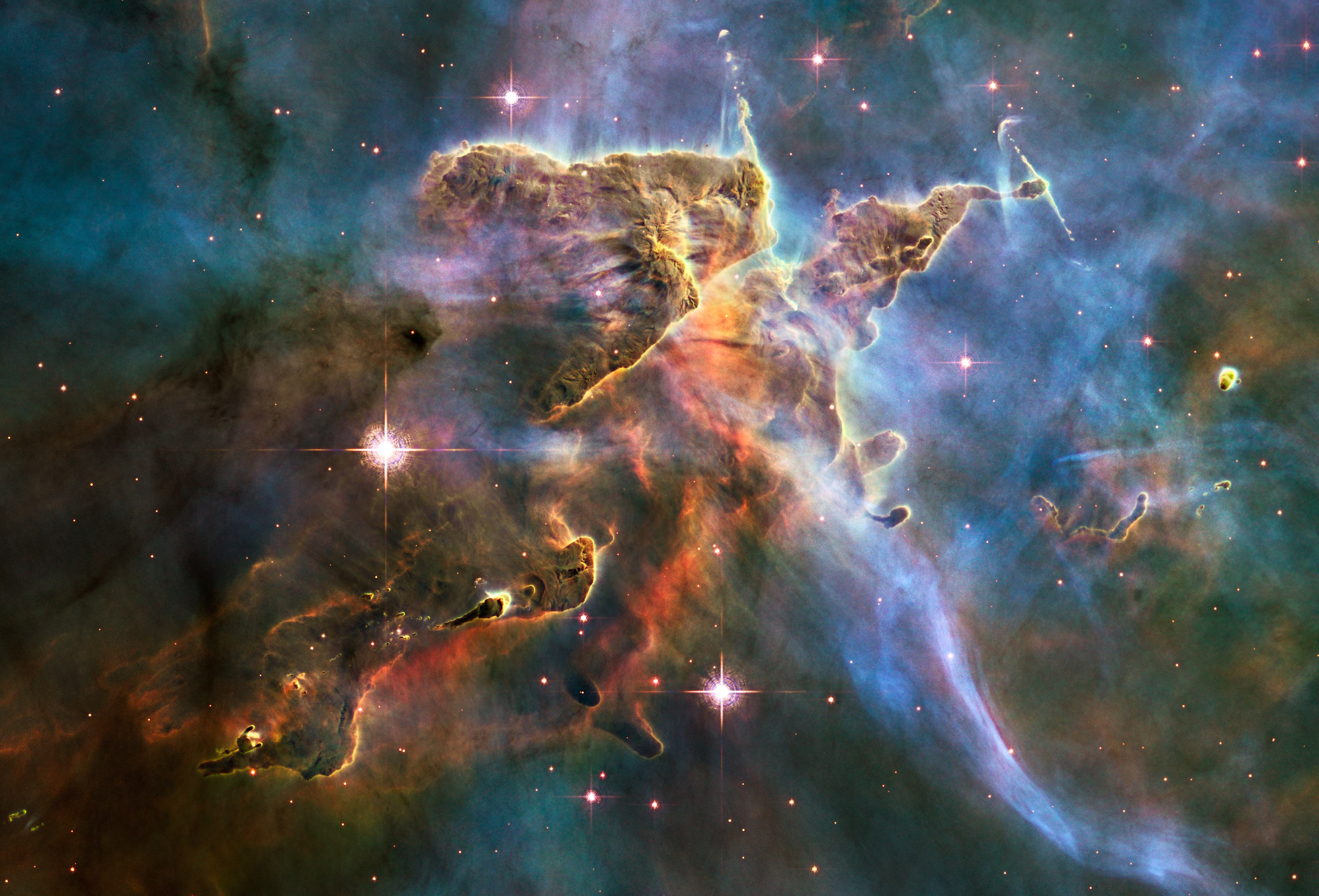
在船底座星雲內的“景觀”。
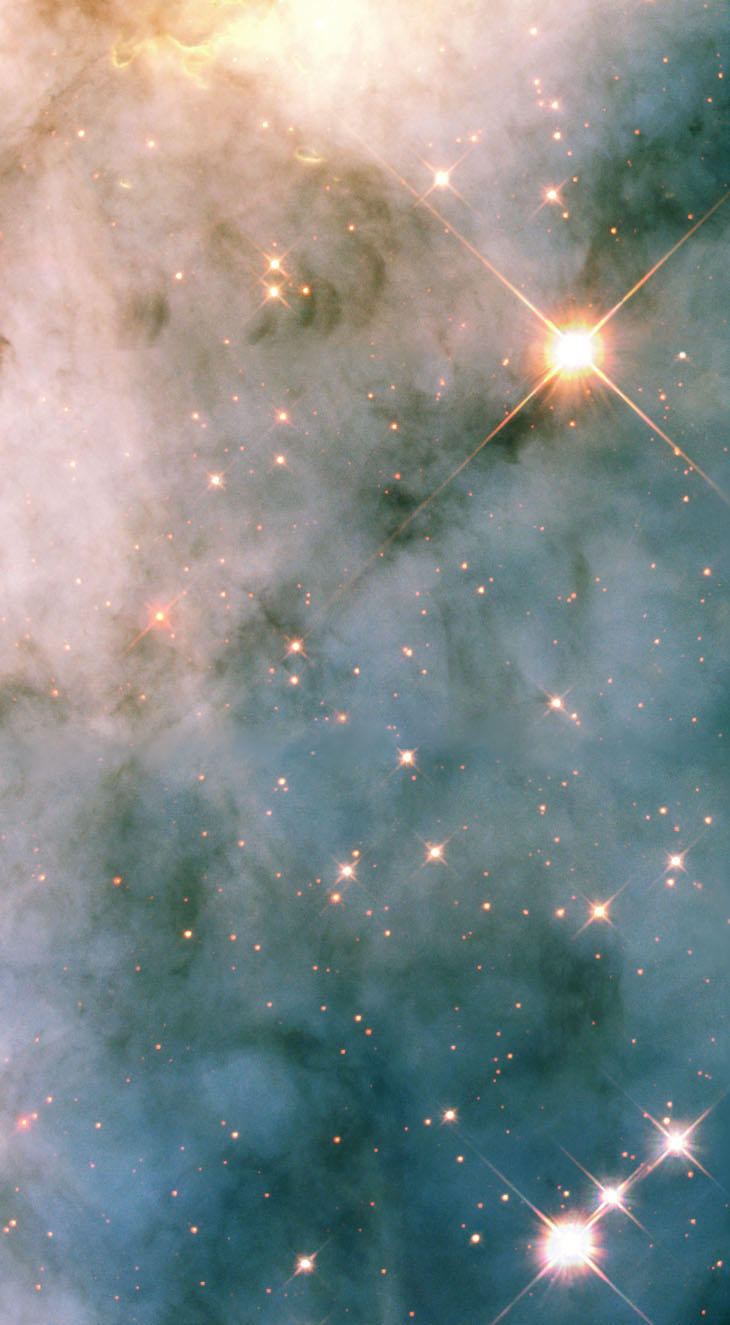
哈伯太空望遠鏡拍攝靠近噴發恆星附近鄰近區域的湍流。
這張疏散星團特朗普特14的影像是使用ESO的非常大望遠鏡裝配上多共軛自適應光學演示（MAD）拍攝的。這個星團，它的年齡只有500,000年之久－在宇宙的历史中只是一眨眼的時間－駐留在船底座星雲的中間，在船底座內距離地球約8,000光年（the Keel）。特朗普特14不僅十分年輕，也是星雲內群星最密集的星團之一。

## 外部連結
- Carina Nebula 的存檔，存档日期30 May 2016. at SEDS.org
- Carina Nebula （页面存档备份，存于） at Atlas of the Universe
- Carina Nebula （页面存档备份，存于） at Constellation Guide
- WikiSky上关于船底座星雲的内容：DSS2, SDSS, GALEX, IRAS, 氢α, X射线, 天文照片, 天图, 文章和图片